# كلير مولوي
كلير مولوي (بالإنجليزية: Claire Molloy) هي لاعبة اتحاد الرغبي أيرلندية، ولدت في 22 يونيو 1988 في مقاطعة غالواي في جمهورية أيرلندا.